# Carlos Jordy
Carlos Roberto Jordy Coelho de Mattos  (Niterói, 8 de fevereiro de 1982), ou simplesmente Carlos Jordy, é funcionário público e um político brasileiro filiado ao Partido Liberal (PL).
Concorreu nas eleições de 2018 ao cargo de deputado federal pelo estado do Rio de Janeiro, sendo eleito o 4° candidato mais votado para o cargo neste estado com 204.048 mil votos (2,64% dos votos). Atualmente é colunista no portal Pleno News.

## Biografia
Nasceu na cidade de Niterói no ano de 1982, viveu primeiramente no bairro de Ingá, no qual viveu boa parte da infância e início da adolescência, e aos 13 anos se mudou junto com a família para o bairro de Icaraí. Nesta mesma época seus pais o matricularam no Colégio São Vicente de Paulo - foi nestes anos de colégio que ele diz que começou a se interessar por política - ,  instituição na qual terminaria o ensino médio no ano de 2001. Em 2004 ingressou na Universidade do Vale de Itajaí, na qual ganhou o diploma de Bacharel em Turismo e Hotelaria.
Iniciou sua carreira no serviço público em 2011, quando, após ser aprovado em 10º lugar no concurso de Analista de Planejamento e Orçamento da Prefeitura Municipal de São Gonçalo, foi lotado na Secretaria de Fazenda e passou a trabalhar na elaboração dos instrumentos orçamentários (Plano Plurianual, Lei de Diretrizes Orçamentárias e Lei Orçamentária Anual) e na execução do orçamento do Município. Após um ano de exercício, foi nomeado Diretor de Divisão de Planejamento e Elaboração Orçamentária.[carece de fontes?]
Em 2013, foi aprovado no concurso para Escrivão de Polícia Federal, tendo cursado a Academia Nacional de Polícia, No ano seguinte foi 1º colocado do processo seletivo para ingresso na Pós-Graduação Lato Sensu Especialização em Gestão Pública Municipal, curso realizado pela Escola de Contas e Gestão do Tribunal de Contas do Estado do Rio de Janeiro.
Atualmente é servidor público federal, exercendo o cargo de Analista na área de licitações e contratos da Agência Nacional de Transportes Aquaviários, ,concurso em que foi aprovado em 4° lugar num total de 6562 inscritos.

## Carreira política
2016-2018: Vereador de Niterói
Estreou na política nas Eleições em 2016 a qual ele concorreu ao cargo de vereador por Niterói pelo PSC, sendo eleito para o mandato de 2017-2020.
Em 2017, enviou ofício à administração central da Universidade Federal Fluminense questionando a permissão do uso dos banheiros femininos nos respectivos institutos por transexuais. O sindicato dos professores da A UFF aprovou uma moção de repúdio contra o então vereador e em defesa do direito às identidades sexual e de gênero.
2018: Candidatura à Deputado Federal
Em fevereiro de 2018 saiu pré-candidato ao cargo de deputado federal, mas ele ainda estava no PSC e já demonstrava que iria trocar de partido, situação que foi definida em abril do mesmo ano em um ato de filiação dele ao PSL, realizado na Câmara Municipal de Niterói, evento este que reuniu militantes do partido e o então pré-candidato ao Senado pelo Rio de Janeiro Flavio Bolsonaro. Sua candidatura recebeu apoio do então candidato à Presidência da República pelo PSL, Jair Bolsonaro.
2018-Hoje: Deputado Federal
Em 2018, disputou as eleições para o cargo de deputado federal, tendo sido eleito com 204.048 mil votos (2,64% dos votos). Em 2022 obteve uma reeleição para o mesmo cargo, com 114.587 votos.

## Controvérsias

### Campanha de difamação
Em setembro de 2019, o deputado confirmou que iniciou uma campanha de difamação direcionada a Felipe Neto. Sem provas, em outras duas ocasiões, o deputado disse em redes sociais que Felipe Neto estava vinculado ao Massacre de Suzano e estava ensinando seus seguidores a entrarem na deep web. Carlos Jordy foi condenado na justiça em abril de 2019 a apagar a declaração que vinculava Felipe Neto ao Massacre de Suzano e responde judicialmente sobre outras declarações.

### Ameaça a jornalista
Após a Vaza Jato ser divulgada pelo The Intercept, Carlos Jordy ameaçou de "deportação" o jornalista Glenn Greenwald. Jordy acusou o jornalista de cometer um crime contra a "segurança nacional". A Associação Brasileira de Jornalismo Investigativo (Abraji) disse que as "tentativas de intimidar e silenciar um veículo são ações típicas de contextos autoritários e não podem ser tolerados na democracia que rege o país."

## Histórico Eleitoral
| Ano  | Eleição                     | Partido | Cargo            | Votos   | %                 | Resultado  | Ref    |
| ---- | --------------------------- | ------- | ---------------- | ------- | ----------------- | ---------- | ------ |
| 2016 | Municipal de Niterói        | PSC     | Vereador         | 2.388   | 0,94%             | Eleito     | [ 11 ] |
| 2018 | Estaduais no Rio de Janeiro | PSL     | Deputado Federal | 204.048 | 2,64%             | Eleito     | [ 14 ] |
| 2022 | Estaduais no Rio de Janeiro | PL      | Deputado Federal | 114.587 | 1,32%             | Eleito     | [ 15 ] |
| 2024 | Municipal de Niterói        | PL      | Prefeito         | 99.920  | 35,59% (1º Turno) | Não Eleito | [ 20 ] |
| 2024 | Municipal de Niterói        | PL      | Prefeito         | 116.796 | 42,8% (2º Turno)  | Não Eleito | [ 20 ] |